# Bacteria parasanguinolenta
Bacteria parasanguinolenta är en insektsart som först beskrevs av Brunner von Wattenwyl 1907.  Bacteria parasanguinolenta ingår i släktet Bacteria och familjen Diapheromeridae. Inga underarter finns listade.